# Teuvo Laukkanen
Teuvo Johannes Laukkanen (* 16. Juli 1919 in Pielavesi; † 14. Mai 2011 ebenda) war ein finnischer Skilangläufer.
Laukkanen, der für den Kuopion Poliisi-Urheilijat startete, siegte im Jahr 1943 im 30-km-Lauf von Ounasvaara. Bei den Lahti Ski Games 1944 gewann er den Lauf über 18 km. Im folgenden Jahr wurde er finnischer Meister mit der Staffel und über 30 km. Im März 1947 errang er bei den Lahti Ski Games den zweiten Platz über 18 km. Bei den Olympischen Winterspielen 1948 in St. Moritz holte er die Silbermedaille mit der Staffel. Im Lauf über 18 km belegte er dort den achten Platz.